# Wiktor Szafranski
Wiktor Wiktorowycz Szafranski, ukr. Віктор Вікторович Шафранський (ur. 12 września 1968 roku w Narodyczach) – ukraiński lekarz chirurg, menedżer i urzędnik państwowy, doktor nauk w zakresie medycyny, w latach 2015–2016 wiceminister ochrony zdrowia, od 27 kwietnia do 1 sierpnia 2016 p.o. ministra ochrony zdrowia Ukrainy w rządzie Wołodymyra Hrojsmana.

## Życiorys
W 1991 ukończył studia medyczne o specjalności terapeutycznej w Państwowym Instytucie Medycznym w Tarnopolu. W 2001 został absolwentem studiów z zarządzania organizacjami w Międzyregionalnej Akademii Zarządzania Personelem w Kijowie. W 1999 został kandydatem nauk, a w 2011 – doktorem nauk ze specjalnością w chirurgii. Pracował w szpitalu w Żytomierzu jako chirurg specjalizujący się w zabiegach żył i tętnic. Od 1997 do 1998 był zastępcą głównego lekarza w żytomierskim centrum medycznym. Przeszedł następnie do sektora prywatnego: od grudnia 1997 do maja 2004 był w ukraińskim przedstawicielstwie koncernu Pfizer szefem departamentu, menedżerem, zastępcą koordynatora regionalnego oraz regionalnym przedstawicielem medycznym i naukowym, w maju 2004 został kierownikiem przedstawicielstwa Ipsen Pharma na Ukrainie, od lutego 2012 do lipca 2014 pełnił analogiczne stanowisko w koncernie Novartis.
29 kwietnia 2015 został wiceministrem ochrony zdrowia w drugim rządzie Arsenija Jaceniuka. 27 kwietnia 2016 objął tymczasowo stanowisko ministra zdrowia w rządzie Wołodymyra Hrojsmana. 27 lipca tego samego roku podał się do dymisji, którą przyjęto 1 sierpnia.
Żonaty, ma syna. Zna języki ukraiński, rosyjski i angielski.
Odznaczony Orderem Św. Włodzimierza Wielkiego Równego Apostołom III klasy (2011).